# Háblame de horror
Háblame de horror es el primer álbum de estudio del grupo colombiano 1280 Almas, publicado en 1992 en formato casete, fue grabado y mezclado en febrero de 1992 en AudioOcho, Bogotá, la producción de este álbum debut estuvo a cargo de Ricardo Rodríguez y la banda. Todo el proceso creativo de esta publicación fue completamente realizado por la banda, siendo considerado uno de los mejores trabajos independientes que se han realizado en la historia del rock colombiano además de convertirse en todo un símbolo de la escena underground.
Pese a las condiciones en las que se concibió el álbum por su contenido lírico y el éxito que lograron sus temas se ha convertido en uno de los trabajos más editados y exitosos de 1280 Almas, este álbum incluye las versiones originales de sus temas clásicos «Soledad criminal», «Deja de llorar» y «Lo que puedes desear» así como el primer cover de «Sabré olvidar» y en su edición de CD se agregaría la versión libre traducida de «Sympathy for the Devil», como una adición la banda grabaría su primer videoclip «Háblame de horror».

## Carátula
La carátula original del casete mostraba dos "Monstruos" humanoides dándose un beso en el aire, en la primera edición esta tapa del casete era en blanco y negro contando con unas curiosas instrucciones de colorear, las ediciones posteriores en el mismo formato incluirían cancionero y full color, para edición en CD la tapa muestra solo la cabeza de las figuras besándose.

## Grabación y recepción
En repetidas ocasiones la banda ha comentado las curiosas condiciones en las que grabó su primer material en palabras de su bajista Juan Carlos Rojas:

“Fuimos entonces a donde Ricardo a Audio Ocho y con el Mono oímos cómo sonaba la cosa, nosotros no sabíamos nada de grabación en ese momento y le pedimos prestada la plata a mi papá para grabar y sacar los casetes. La idea era que con la plata que sacáramos de los casetes le íbamos pagando a él y fuimos y nos metimos a grabar, no teníamos guitarras ni amplificadores.

Una de las grandes curiosidades de este primer álbum es que la voz de Frenando del Castillo se escucha bastante diferente a los posteriores trabajos del grupo; varios de los temas de esta "opera prima" se convertirían en auténticos clásicos de la banda y del Rock Colombiano como su canción insignia «Soledad criminal» y otros temas que han sido reversionados en posteriores producciones como «Monstruos», «Lo que puedes desear» o «Deja de llorar»; mientras que canciones como «¡Oh, María!» y «Háblame de horror» han sido junto a las ya mencionadas parte recurrente del repertorio en vivo del grupo a lo largo de los últimos 25 años.
El nombre del álbum y el tema homónimo así como varias canciones parecen estar inspiradas en la obra de horror y misterio Háblame de horror... no me digas más cosas tiernas de Robert Bloch publicada en 1975, todo un guiño a la novela negra teniendo en cuenta que el nombre de la banda se tomó inspirado por la novela 1280 Almas de Jim Thompson.

## Lista de temas
| Háblame de horror |                                                     |                 |          |  |
| N.º               | Título                                              | Escritor(es)    | Duración |  |
| 1.                | «Soledad criminal»                                  |                 | 2:41     |  |
| 2.                | «Monstruos»                                         |                 | 2:57     |  |
| 3.                | «Sabré olvidar»                                     | TNT Band        | 2:18     |  |
| 4.                | «¡Oh, María!»                                       |                 | 2:25     |  |
| 5.                | «Los elefantes»                                     | Tradicional     | 2:50     |  |
| 6.                | «Deja de llorar»                                    |                 | 2:00     |  |
| 7.                | «Los perros»                                        |                 | 2:42     |  |
| 8.                | «Háblame de horror»                                 |                 | 3:36     |  |
| 9.                | «La invasión»                                       |                 | 2:31     |  |
| 10.               | «Negro rocanrol»                                    |                 | 3:03     |  |
| 11.               | «Lo que puedes desear»                              |                 | 2:29     |  |
| 12.               | «Simpati» (Versión libre de Sympathy for the Devil) | Jagger/Richards | 5:51     |  |
| 35:23             |                                                     |                 |          |  |

## Músicos
- Fernando del Castillo - voz.
- Leonardo López - percusión latina.
- Juan Carlos Rojas - bajo.
- Hernando Sierra - guitarra.
- Pablo Kalmanovitz - batería.